# Gephyraulus raphanistri
Gephyraulus raphanistri är en tvåvingeart som först beskrevs av Jean-Jacques Kieffer 1886.  Gephyraulus raphanistri ingår i släktet Gephyraulus och familjen gallmyggor. Inga underarter finns listade i Catalogue of Life.